# Pendule de Bessel

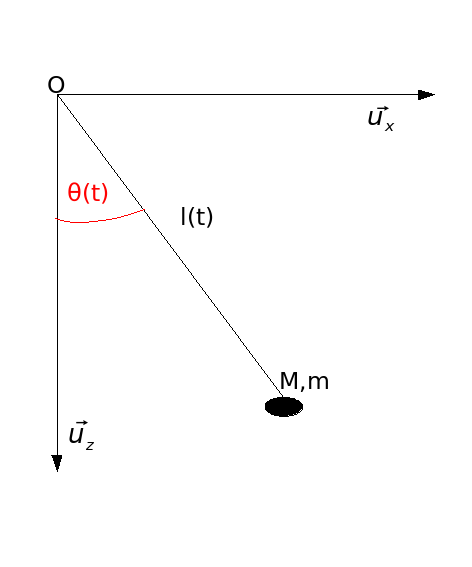
Le pendule simple de longueur variable.

Un pendule de Bessel est un pendule simple oscillant dont on suppose que la longueur du fil varie de manière affine. Son nom vient du fait que pour de petites oscillations, l'angle s'exprime à l'aide des fonctions de Bessel.
Si v est faible, on retrouve l'invariant adiabatique E(t)T(t) (voir Pendule adiabatique).

## Équation du pendule de longueur variable
Le pendule simple de longueur variable a pour équation pour cette loi temporelle de l(t) où sa dérivée seconde est nulle :
{\displaystyle l(t){\ddot {x}}(t)+g(t)x(t)=0}
Dans le cas habituel g est constant. Revenons à la fonction angulaire {\displaystyle \theta ={\frac {x}{l}}}:
{\displaystyle l(t){\ddot {\theta }}(t)+2v{\dot {\theta }}(t)+g\theta (t)=0}
Posons comme nouvelle variable sans unité {\displaystyle u=g{\frac {t}{v}}}:
{\displaystyle l(u){\frac {g}{v^{2}}}{\ddot {\theta }}(u)+2{\dot {\theta }}(u)+\theta (u)=0}
Puis pour simplifier, posons comme longueur {\displaystyle L={\frac {v^{2}}{g}}}:
{\displaystyle {\frac {l(u)}{L}}{\ddot {\theta }}(u)+2{\dot {\theta }}(u)+\theta (u)=0}
On reconnait l'équation circuit RLC avec self variable linéairement, c'est un problème classique (voir obtention de champs magnétiques intenses). On peut encore transformer cette équation.

## Équation de Bessel
On fait un nouveau changement de variable sans unités {\displaystyle \alpha =2{\sqrt {\frac {l(u)}{L}}}}:
{\displaystyle 2{\ddot {\theta }}(\alpha )+2{\frac {{\dot {\theta }}(\alpha )}{\alpha }}+\theta (\alpha )=0}
On change de fonction {\displaystyle y(\alpha )=\alpha \theta (\alpha )}, et on finit par trouver une équation de Bessel avec n=1:
{\displaystyle \alpha ^{2}{\ddot {y}}(\alpha )+\alpha {\dot {y}}+(\alpha ^{2}-1)y=0}
Les solutions sont les fonctions de Bessel, fonctions classiques de la physique mathématique (cf Campbell, par exemple):
{\displaystyle y(\alpha )=A\quad J_{1}(\alpha )+B\quad Y_{1}(\alpha )}
D'où
{\displaystyle \theta (\alpha )=A\quad {\frac {J_{1}(\alpha )}{\alpha }}+B\quad {\frac {Y_{1}(\alpha )}{\alpha }}}

## Résolution avec les conditions initiales
{\displaystyle \theta _{0}=A{\frac {J_{1}(\alpha _{0})}{\alpha _{0}}}+B{\frac {Y_{1}(\alpha _{0})}{\alpha _{0}}}}
{\displaystyle {\dot {\theta _{0}}}=-A{\frac {J_{2}(\alpha _{0})}{\alpha _{0}}}-B{\frac {Y_{2}(\alpha _{0})}{\alpha _{0}}}}

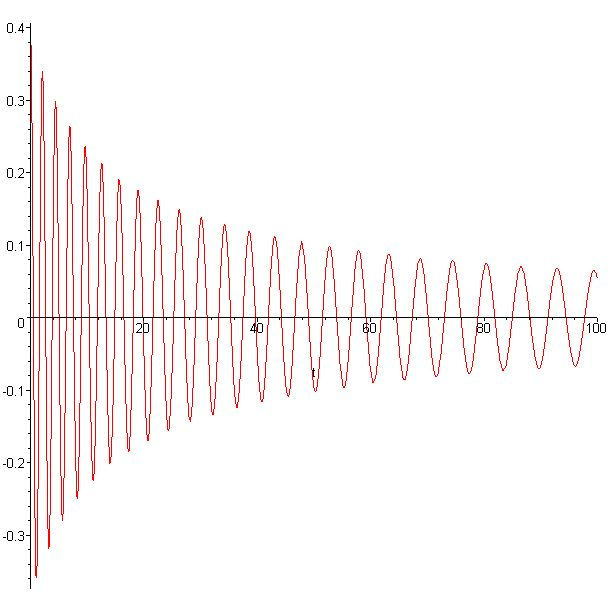
Tracé de θ(t).

On résout ce système linéaire de deux équations à deux inconnues et qui donne finalement :
{\displaystyle A=\alpha _{0}{\frac {\theta _{0}Y_{2}(\alpha _{0})+{\dot {\theta _{0}}}Y_{1}(\alpha _{0})}{J_{1}(\alpha _{0})Y_{2}(\alpha _{0})-J_{2}(\alpha _{0})Y_{1}(\alpha _{0})}}\ ,\ B=-\alpha _{0}{\frac {\theta _{0}J_{2}(\alpha _{0})+{\dot {\theta _{0}}}J_{1}(\alpha _{0})}{J_{1}(\alpha _{0})Y_{2}(\alpha _{0})-J_{2}(\alpha _{0})Y_{1}(\alpha _{0})}}} 

On peut même vérifier graphiquement, que si v est faible, E(t)T(t) est une constante (pendule adiabatique). Il faut néanmoins se rappeler qu'on s'est toujours placé dans le cas des petites oscillations.
Bien sûr, n'importe quelle méthode numérique type Runge-Kutta donne les mêmes résultats sans obtenir la formule générale.